# Bataille de Smolensk (1943)
Vous lisez un « article de qualité » labellisé en 2006.
Pour les articles homonymes, voir Bataille de Smolensk.
Seconde Guerre mondiale
Batailles
Front de l’Est

Prémices :
- Campagne de Pologne
- Guerre d’Hiver

Guerre germano-soviétique :
- 1941 : L'invasion de l'URSS

- Opération Barbarossa

Front nord : 
- Guerre de Continuation
- Opération Silberfuchs
- Siège de Léningrad

Front central : 
- 2e bataille de Brest-Litovsk
- Bataille de Białystok–Minsk
- 1re bataille de Smolensk
- Bataille de Kiev

Front sud : 
- Siège d'Odessa
- Campagne de Crimée

- 1941-1942 : La contre-offensive soviétique

Front nord : 
- Poche de Demiansk
- Poche de Kholm

Front central : 
- Bataille de Moscou

Front sud : 
- Seconde bataille de Kharkov

- 1942-1943 : De Fall Blau à 3e Kharkov

Front nord : 
- Offensive de Siniavino
- Opération Iskra
- Bataille de Krasny Bor
- Opération Poliarnaïa Zvezda

Front central : 
- Opération Mars

Front sud : 
- Bataille du Caucase (opération Fall Blau)
- Bataille de Stalingrad
- Opération Uranus
- Opération Saturne
- Offensive d'Ostrogojsk-Rossoch
- Offensive de Voronej-Kastornoe
- Opération Gallop
- Opération Étoile
- Troisième bataille de Kharkov

- 1943-1944 : Libération de l'Ukraine et de la Biélorussie

Front central : 
- 2e bataille de Smolensk
- Opération Bagration

Front sud : 
- Bataille de Koursk
- Bataille du Dniepr
- Offensive Dniepr-Carpates
- Offensive de Crimée
- Offensive de Lvov-Sandomir

- 1944-1945 : Campagnes d'Europe centrale et d'Allemagne

Allemagne : 
- Offensive Vistule-Oder
- Offensive de Poméranie orientale
- Siège de Breslau
- Offensive de Prusse-Orientale
- Bataille de Königsberg
- Bataille de Seelow
- Bataille de Bautzen
- Bataille de Berlin
- Capitulation allemande

Front nord et Finlande : 
- Guerre de Laponie
- Offensive Leningrad-Novgorod
- Bataille de Narva

Europe orientale : 
- Opération Margarethe
- Insurrection de Varsovie
- Soulèvement national slovaque
- Opération Panzerfaust
- Bataille de Budapest
- Opération Frühlingserwachen
- Offensive de Vienne
- Insurrection de Prague
- Offensive de Prague
- Bataille de Slivice

Front d’Europe de l’Ouest

Campagnes d'Afrique, du Moyen-Orient et de Méditerranée

Bataille de l’Atlantique

Guerre du Pacifique

Guerre sino-japonaise

Théâtre américain
La seconde bataille de Smolensk est une offensive majeure de la Seconde Guerre mondiale, lancée le 7 août 1943 par l'Armée rouge sur le front de l'Est, simultanément à la bataille du Dniepr. Cette offensive, qui dura deux mois, fut menée par les généraux Andreï Ieremenko et Vassili Sokolovski et visait à nettoyer de toute présence militaire allemande les régions de Smolensk et de Briansk. La ville de Smolensk était sous occupation allemande depuis la première bataille de Smolensk, qui s'était déroulée en 1941.
En dépit d'une défense allemande impressionnante, l'Armée rouge réussit au cours de cette bataille plusieurs percées décisives, en libérant des villes importantes comme Smolensk et Roslavl, et en entrant dans la Biélorussie occupée. Cependant, en raison de la pugnacité de la résistance allemande, la progression des troupes soviétiques fut lente et difficile et l'opération se déroula en trois phases (du 7 au 20 août 1943, du 21 août au 6 septembre, et du 7 septembre au 2 octobre).
La bataille de Smolensk constitue en elle-même une opération militaire majeure, mais elle est notable aussi du fait de ses conséquences importantes sur la bataille du Dniepr. On estime en effet que 55 divisions allemandes furent mobilisées pour l'opération de Smolensk, soit autant de forces militaires qui firent ensuite défaut pour empêcher les troupes soviétiques de traverser le Dniepr au sud. De plus, cette bataille permit à l'Armée rouge de repousser définitivement les forces allemandes de la région de Smolensk et ainsi d'écarter une importante menace d'attaque sur Moscou en provenance de l'ouest.

## Contexte
À la fin de la bataille de Koursk en juillet 1943, la Wehrmacht avait perdu tout espoir de reprendre l'initiative sur le front de l'Est. Les pertes étaient considérables et l'armée était de moins en moins expérimentée, bon nombre de ses meilleurs hommes étant tombés au cours des deux dernières années de combat. Cette situation ne laissa à la Wehrmacht d'autre choix que celui d'adopter une attitude défensive face aux attaques soviétiques.
Côté soviétique, Staline, fort de la libération des territoires sous occupation allemande, était déterminé à poursuivre une stratégie militaire commencée dès la fin 1942 avec l'opération Uranus, qui avait débouché sur la libération de Stalingrad. La bataille du Dniepr avait pour but à la fois de libérer l'Ukraine et de repousser vers l'ouest la partie méridionale du front. L'opération de Smolensk fut lancée de façon simultanée, dans le but d'affaiblir plus encore les défenses allemandes, dans le cadre d'une stratégie qui allait obliger les réserves allemandes à se replier vers le nord, et donc à considérablement atténuer leur présence sur la partie sud du front. Les deux opérations étaient ainsi les deux faces d'un même plan stratégique qui visait à récupérer le plus possible de territoire soviétique sous occupation allemande.

### Géographie

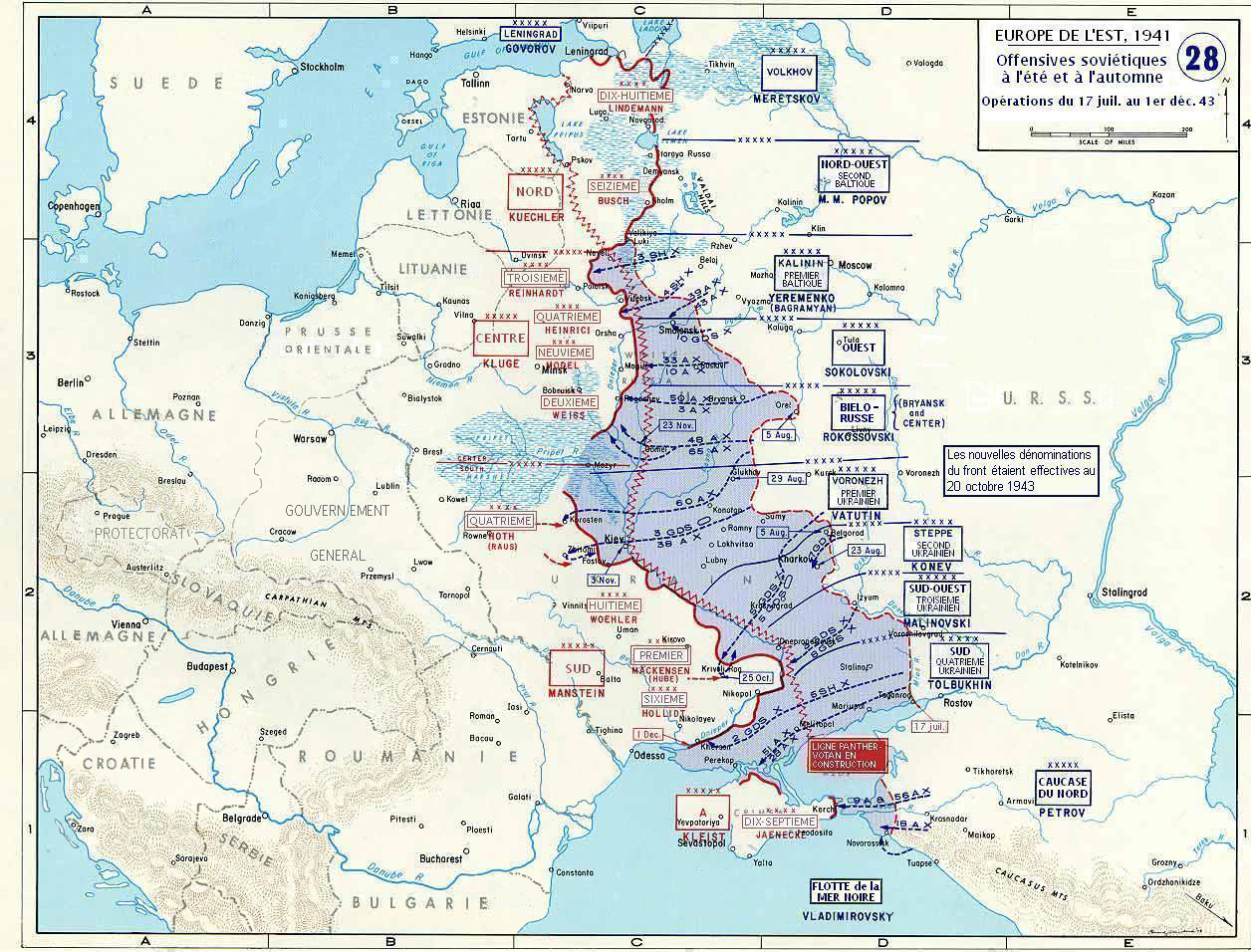
Carte de l'opération de Smolensk et des offensives associées
(carte établie par les services de l'armée des États-Unis).

La région dans laquelle eut lieu la bataille est une plaine légèrement accidentée, parsemée de ravins, de zones marécageuses et de forêts, qui ont limité les possibilités en termes de mouvements militaires. Les collines les plus élevées culminent à 250-270 mètres, parfois davantage, ce qui a permis une utilisation optimale de l'artillerie défensive. En 1943, le territoire était, pour l'essentiel, composé de forêts de résineux et de forêts mixtes, avec par endroits des broussailles touffues.
Le territoire est en outre strié de nombreux cours d'eau, les plus importants d'entre eux étant la Daugava, le Dniepr, la Desna et l'Ougra. Aucun de ces cours d'eau n'est ni particulièrement large (de 10 à 120 mètres), ni particulièrement profond (de 40 à 250 centimètres), mais les vastes zones marécageuses qui les bordent ont constitué un véritable écueil, particulièrement pour les troupes mécanisées.

### Transport
En face, la Wehrmacht contrôlait un réseau routier et ferroviaire beaucoup plus étendu, concentré principalement aux abords de Smolensk et de Roslavl. Ces deux villes constituaient des centres logistiques importants, permettant l'approvisionnement des troupes allemandes et l'acheminement rapide de renforts. Les lignes ferroviaires les plus importantes de ce côté étaient la ligne Smolensk-Briansk et la ligne Nevel-Orcha-Moguilev, reliant les troupes allemandes de l'ouest à celles concentrées dans la région d'Orel.

### Dispositif défensif allemand
Avant la bataille, cette partie du front était plus ou moins stable depuis quatre à cinq mois (depuis dix-huit mois dans certains endroits). Elle possédait en outre des caractéristiques géographiques propices à la mise en place d'un dispositif de défense solide. Ainsi, les forces allemandes ont eu le temps d'établir des positions défensives importantes, comptant jusqu'à cinq ou six lignes de défense par endroits, sur une profondeur totale de 100 à 130 kilomètres.
La première zone de défense (dite tactique ou externe) comprenait la première ligne défensive (la principale) et la deuxième, sur une profondeur totale allant de 12 à 15 kilomètres, placées dans la mesure du possible dans des endroits situés en hauteur. La ligne de défense principale, de 5 kilomètres de profondeur, se composait de trois séries de tranchées et postes de tir, reliées par un réseau de transmission très développé. La densité des postes de tir pouvait atteindre le nombre de six ou sept par kilomètre de ligne de front. Dans certains endroits, où l'on craignait des attaques de blindés, la troisième tranchée était en fait un fossé antichar dont la pente ouest, abrupte, abritait des emplacements pour l'artillerie et notamment les mitrailleuses. La première ligne du champ de bataille était protégée par trois rangées de barbelés et un important espace jonché de mines.
La deuxième zone de défense, située à environ 10 kilomètres en arrière de la première et couvrant les perspectives les plus importantes, était composée d'une série de postes de tir reliés par des tranchées. Elle était protégée par des barbelés, ainsi que par des champs de mines dans les endroits où des attaques de blindés étaient prévisibles. Entre la première et deuxième zone de défense, un ensemble de postes de tir de moindre importance et de garnisons avait également été mis en place en vue de ralentir toute éventuelle avancée soviétique, dans le cas où la première ligne de défense viendrait à tomber. L'artillerie lourde était positionnée derrière cette deuxième zone de défense.[réf. souhaitée]
Enfin, en arrière de la ligne de front, trois à quatre lignes de défense supplémentaires avaient été placées, partout où cela était possible, sur les rives occidentales des cours d'eau. Par exemple, des lignes défensives avaient été installées sur les rives du Dniepr et de la Desna. Qui plus est, les principales villes situées sur la ligne de défense (telles que Ielnia, Doukhovchtchina et Spas-Demensk) avaient été fortifiées et dotées de renforts, afin de parer à l'éventualité de combats de longue durée : ainsi, les routes avaient été minées et couvertes de dispositifs antichars, et des postes de tirs avaient été installés dans les bâtiments les plus importants et les plus élevés.[réf. souhaitée]

### Localisation et configuration de la ligne de front

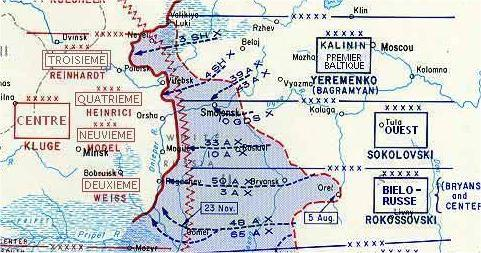
Plan détaillé de l'offensive de Smolensk, montrant la forme concave de la ligne de front (carte établie par les services de l'armée des États-Unis).

En juillet 1943, le front de l'Est présentait une forme concave relativement linéaire à l'exception d'un angle rentrant dans la région d'Orel, créant pour les troupes allemandes le risque d'être exposées à des attaques latérales en provenance du nord. De ce fait, un nombre significatif de divisions du groupe d'armées Centre (Heeresgruppe Mitte) fut spécialement affecté à cette partie du front, en raison d'une crainte (tout à fait légitime) d'offensive majeure dans ce secteur.
À titre d'exemple, fin juillet 1943, une dépêche allemande indiquait :

« Sur le front [...] tenu par le groupe d'armées Centre, de nombreux signes témoignent de la préparation d'une offensive imminente quoique limitée (Roslavl, Smolensk, Vitebsk), ainsi que de manœuvres visant à l'immobilisation du groupe d'armées Centre… »

Dans ces conditions, l'offensive des troupes soviétiques s'apprêtait à être extrêmement difficile.

## Première phase (7 août - 20 août)

### Percée principale

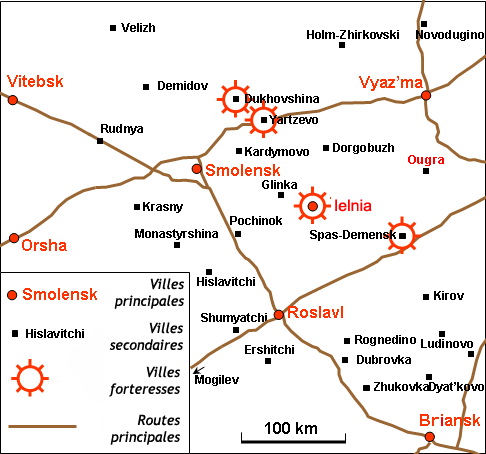
Plan général de la région de Smolensk durant la bataille.

Après une journée d'investigation, visant à déterminer si les troupes allemandes choisiraient de se retirer ou non de la première ligne de tranchées, l'offensive débuta le 7 août 1943 à 6 h 30 (avec un bombardement préliminaire à 4 h 40), par une percée vers Roslavl. Trois armées avaient été engagées pour cette offensive : les 5e, 10e et 33e Armées.
Cependant, l'attaque se trouva rapidement confrontée à une résistance massive et lourde. Les troupes allemandes tentèrent de nombreuses contre-offensives, depuis leurs positions de défense solides et bien préparées, appuyées par des tanks, des chars d'assaut et des tirs au mortier et à l'arme lourde. Comme le rappelle le commandant Constantin Rokossovski, « nous avons littéralement dû nous frayer un passage à travers des lignes allemandes, une à une ». Le premier jour, les troupes soviétiques avaient avancé de seulement 4 kilomètres et ce, en utilisant toutes les troupes disponibles engagées dans cette opération (artillerie, préposés aux communications et techniciens compris).
En dépit de la virulence des attaques soviétiques, il fut rapidement évident que les trois armées ne pourraient pas venir à bout des lignes allemandes. Par conséquent, il fut décidé d'engager dans la bataille la 68e Armée, maintenue en réserve. Côté allemand, trois divisions supplémentaires (la 2e Division Panzer, et les 36e et 56e Divisions d'infanterie) furent envoyées au front, depuis la région d'Orel, pour endiguer l'avance des Soviétiques.[réf. souhaitée]
Le lendemain, le 8 août, l'attaque reprit, avec une autre tentative de percée simultanée au nord, vers Iartsevo. Les deux attaques furent stoppées par une résistance allemande extrêmement puissante. Les cinq jours suivants, les troupes soviétiques avancèrent difficilement et lentement dans les défenses allemandes, repoussant des contre-attaques violentes et essuyant de lourdes pertes. Le 11 août, grâce à l'apport de troupes de réserve, l'Armée rouge était parvenue à avancer sur une profondeur de 15 à 25 kilomètres, selon les endroits.
Les attaques suivantes, menées par les forces blindées et les forces du 6e Corps de cavalerie de la Garde, ne produisirent aucun effet significatif et engendrèrent de lourdes pertes en raison de la violente riposte des défenses allemandes, créant ainsi une situation d'impasse.[réf. souhaitée]

### Offensive de Spas-Demensk
Dans la région de Spas-Demensk, les événements furent un peu plus favorables pour la 10e Armée. Dans ce secteur dans lequel la Wehrmacht ne disposait que de peu de troupes et de réserves limitées, elle fut en mesure de traverser les lignes allemandes et d'avancer de 10 kilomètres en deux jours.[réf. souhaitée]
Cependant, le 5e corps mécanisé soviétique, spécialement déplacé de Kirov afin d'exploiter la percée dans cette bataille, échoua dans sa mission, principalement du fait de la mauvaise organisation de la défense anti-aérienne, qui permit aux bombardiers en piqué allemands d'attaquer relativement facilement les formations de chars soviétiques. Les lourdes pertes essuyées par ce corps d'armée soviétique le contraignirent à se retirer du combat. Malgré cela, au 13 août, les troupes soviétiques avaient repoussé de 25 kilomètres supplémentaires les lignes ennemies, libérant ainsi Spas-Demensk.

### Offensive de Doukhovchtchina
Sur ordre de la Stavka (l'état-major des forces armées soviétiques), l'offensive menée aux abords de Doukhovchtchina débuta presque une semaine plus tard, le 13 août. Cependant, comme sur d'autres parties du front, les 39e et 43e Armées se trouvèrent confrontées à une opposition allemande virulente. Au cours du seul premier jour, les troupes allemandes entreprirent 24 contre-attaques d'envergure régimentaire, soutenues par des tanks, des chars d'assauts et des unités d'aviation.
Durant les cinq jours suivants, les troupes soviétiques parvinrent à avancer de seulement 6 à 7 kilomètres et, même si elles infligèrent d'importantes pertes aux troupes allemandes, leurs propres pertes furent également élevées.

### Causes de l'impasse
À la mi-août, le front se stabilisa sur l'ensemble du théâtre d'opération. Cette impasse, même si elle ne constituait pas à proprement parler une défaite, représentait néanmoins pour le commandement soviétique un échec. Plusieurs facteurs peuvent l'expliquer. Comme le rapporte le lieutenant du général Alexeï Antonov, « nous devions faire face à la fois à l'hostilité des forêts et des marécages, et à la résistance de plus en plus forte des troupes ennemies renforcées par des divisions arrivant de la région de Briansk ».
Le maréchal Nikolaï Voronov, alors membre de la Stavka, a analysé les causes de cette impasse dans ses mémoires. Il en a dénombré huit :
1. Le commandement allemand était au courant de l'opération et s'y est préparé ;
2. Les lignes de défense allemandes étaient exceptionnellement bien préparées (des postes de tir renforcés par des tranchées, des barbelés, des champs de mines, etc.) ;
3. Plusieurs des divisions de fusiliers soviétiques avaient été insuffisamment préparées à une situation d'assaut dans le cadre d'une configuration de défense à lignes multiples. Ceci s'est avéré tout particulièrement pour les divisions de réserve, dont la formation n'avait pas toujours été correctement dirigée ;
4. Le nombre de chars engagés dans la bataille était insuffisant, ce qui a obligé les commandants soviétiques à s'appuyer sur l'artillerie, les mortiers et l'infanterie pour traverser les lignes allemandes. Qui plus est, les nombreuses contre-attaques allemandes et l'abondance des champs de mines ont ralenti la progression de l'infanterie ;
5. La collaboration entre les régiments et les divisions était loin d'être parfaite. Il y eut des pauses intempestives durant l'attaque, ainsi qu'une volonté de certains régiments d'éviter l'assaut et d'y exposer d'autres à leur place ;
6. Nombre de commandants soviétiques ont été trop impressionnés par les contre-attaques allemandes et n'ont pas agi de manière appropriée, et ce, bien que les effectifs de leurs troupes fussent supérieurs à ceux de la Wehrmacht ;
7. L'infanterie n'a pas su utiliser correctement ses propres armements (tels que ses propres armes lourdes et les mortiers portatifs). Elle s'est trop appuyée sur l'artillerie ;
8. Le fait que l'offensive ait été reportée du 3  au 7 août a permis aux troupes allemandes de mieux préparer leur défense.

Compte tenu de tous ces facteurs, le maréchal Voronov demanda que la 4e Armée blindée et le 8e Corps d'artillerie soient transférés du front de Briansk en vue d'être engagés en soutien de l'attaque aux abords de Smolensk.
Cette impasse, loin des espérances de la Stavka, eut au moins un mérite : elle fixa 40 % de l'ensemble des divisions allemandes sur le front de l'Est aux alentours de Smolensk, ce qui facilita grandement la tâche des troupes soviétiques combattant dans la région de Koursk et plus au sud . La Stavka, qui avait projeté de reprendre l'offensive le 21 août, décida de la repousser légèrement de sorte que les unités soviétiques aient le temps d'acheminer du réapprovisonnement et du renfort.

## Deuxième phase (21 août - 6 septembre)
À la mi-août, la situation sur le front de l'Est avait évolué et l'Armée rouge entama une offensive plus générale, qui débuta par l'opération de contre-offensive Polkovodets Roumiantsev dans la région de Koursk et se poursuivit par la bataille du Dniepr au sud. Néanmoins, la Wehrmacht continuait à consolider ses troupes autour de Smolensk et de Roslavl, retirant pour ce faire plusieurs divisions de la région d'Orel. En conséquence, la contre-offensive de Koursk se déroula relativement facilement aux abords d'Orel, créant dans la ligne de défense ennemie un large saillant au sud de Smolensk et de Briansk.
Dans cette situation, l'ancienne stratégie d'attaque, axée vers le sud-ouest en direction de Roslavl et de Briansk, s'avéra obsolète. La Stavka décida de plutôt déplacer l'attaque vers l'ouest, en direction de Ielnia et de Smolensk.

### Offensive de Ielnia
Ielnia était considérée comme une « clé » dans la défense de Smolensk et, par conséquent, les troupes allemandes avaient mis en place un dispositif de défense massif autour de la ville. Les secteurs marécageux environnant les rivières Desna et Ougra avaient été minés et des armes lourdes avaient été placées sur les collines surplombant la ville. Durant la semaine du 20 au 27 août 1943, les armées soviétiques reçurent du renfort en termes de chars et d'artillerie.
L'offensive débuta finalement le 28 août, menée par trois armées (les 10e, 21e et 33e Armées de la Garde), épaulées par trois corps blindés et corps mécanisés, et la 1re Armée de l'air. Ces trois armées couvraient un front de 36 kilomètres, formant une concentration de troupes extrêmement forte. Cependant, ces troupes furent confrontées à des problèmes d'approvisionnement et de pénurie de carburant, ne disposant que de quoi tenir une à deux semaines.
Après un intense bombardement de 90 minutes, les troupes soviétiques commencèrent à avancer. Le bombardement de l'artillerie ainsi que le recours à des avions d'attaque au sol permit d'affaiblir considérablement les lignes allemandes, en laissant à l'Armée rouge la possibilité d'effectuer en une journée une percée sur un front de 25 kilomètres et de faire reculer les lignes ennemies de 6 à 8 kilomètres. Le jour suivant, le 29 août, les divisions de fusiliers soviétiques avancèrent encore, créant sur le front un saillant de 30 kilomètres de long sur une profondeur de 12 à 15 kilomètres.
Le 2e Corps blindé fut engagé dans la bataille afin d'exploiter la percée ainsi créée. En une journée, ses troupes avancèrent de 30 kilomètres, jusqu'aux abords de Ielnia. Ne laissant pas aux Allemands le temps de rassembler leurs forces, les troupes soviétiques attaquèrent la ville et commencèrent à l'encercler. Le 30 août, les forces allemandes furent contraintes d'abandonner Ielnia, essuyant de lourdes pertes. Cette défaite marqua le début de la retraite allemande dans la région. Le 3 septembre, les forces soviétiques atteignaient la rive orientale du Dniepr.

#### Des Français dans la bataille
L'escadrille Normandie-Niemen s'illustre aux côtés des aviateurs soviétiques et paie aussi un lourd tribut. Le 21 août, un Stuka et un Focke-Wulf sont abattus. Le 31 août, cinq autres avions allemands vont au tapis mais aussi des pilotes français.

### Manœuvre de Briansk
Dans la région de Briansk, les événements furent également favorables aux Soviétiques, en dépit d'une résistance allemande virulente. L'identification d'une faille dans la défense allemande allait cependant modifier tous les plans prévus. L'étonnante facilité avec laquelle furent prises plusieurs collines surplombant la région autour de Doubrovka, au nord de Briansk, et la capture consécutive de nombreux soldats allemands vraisemblablement peu préparés au combat, ont particulièrement frappé le général Markian Popov, commandant du front de Briansk de juin 1943 à octobre 1943. Cet état de fait signifiait très probablement que l'offensive soviétique n'avait pas été prévue par les Allemands le long de cet axe particulier.
En conséquence, la frontière entre le Front biélorusse et le front de l'Ouest soviétique se rejoignit au sud, ce qui permit à deux « nouvelles » armées d'entamer une manœuvre en tenaille vers Doubrovka et autour de Briansk, obligeant les forces allemandes à battre en retraite.
En date du 6 septembre, l'offensive avait fortement ralenti sur l'ensemble du front, les troupes soviétiques avançant seulement de 2 kilomètres par jour. Sur le flanc droit, de violents combats avaient éclaté dans les bois des alentours de Iartsevo. Au centre, les troupes soviétiques en marche atteignaient la ligne défensive du Dniepr. Sur le flanc gauche, les divisions de fusiliers soviétiques avançaient au ralenti alors qu'elles pénétraient dans les forêts au sud-ouest de Ielnia. Qui plus est, les troupes soviétiques étaient épuisées et décimées, à tel point que leur puissance et leur efficacité étaient de fait fortement diminuées. Le 7 septembre, l'offensive s'arrêta, marquant la fin de la deuxième phase de l'opération de Smolensk.

## Troisième phase (7 septembre - 2 octobre)
Durant la semaine du 7 au 14 septembre, les troupes soviétiques reçurent de nouveaux renforts et se préparèrent à une nouvelle offensive. Les objectifs suivants définis par la Stavka concernaient les villes majeures de Smolensk, Vitebsk et Orcha. L'opération reprit le 14 septembre, impliquant le flanc gauche du front de Kalinine et le front de l'Ouest. De nouveau, après un bombardement d'artillerie préliminaire, les troupes soviétiques tentèrent de percer les lignes allemandes.
Dans le secteur d'attaque du front de Kalinine, l'Armée rouge créa en une journée un saillant de 30 kilomètres de long sur 3 à 13 kilomètres de profondeur. Après quatre jours d'affrontement, les Soviétiques s'emparèrent de Doukhovchtchina, une autre ville « clé » dans la ligne de défense allemande en amont de Smolensk.
Dans le secteur d'attaque du front de l'Ouest, où l'offensive débuta un jour plus tard, la percée s'avéra également prometteuse, avec la création d'un saillant de 20 kilomètres de long sur une profondeur de 10 kilomètres. Le même jour, Iartsevo, un important nœud ferroviaire proche de Smolensk, fut libéré par les troupes soviétiques. Sur le flanc gauche du front de l'Ouest, les divisions de fusiliers soviétiques atteignirent la rivière Desna et la franchirent en force, créant plusieurs têtes de pont sur sa rive occidentale.
En conséquence, la ligne défensive protégeant Smolensk se trouva débordée, ce qui exposa les troupes défendant la ville à des manœuvres d'enveloppement. Le général allemand Kurt von Tippelskirch, chef de l'état-major de la 4e Armée pendant l'opération de Smolensk puis Commandant de cette 4e armée, écrivit plus tard :

« Les forces du front de l'Ouest soviétique attaquèrent le flanc gauche du groupe d'armées Centre sur la ligne Dorogobouj-Ielnia, dans le but d'effectuer une percée en direction de Smolensk. Il apparut alors clairement qu'il était devenu impossible de tenir le saillant — avançant en direction de l'est — occupé par la 9e Armée. »

En date du 19 septembre, les troupes soviétiques avaient créé dans les lignes allemandes une brèche large de 250 kilomètres et profonde de 40 kilomètres. Le lendemain, la Stavka ordonna aux troupes situées sur le front de l'Ouest d'avancer vers Smolensk avec pour objectif de l'atteindre au plus tard le 27 septembre, pour ensuite poursuivre leur progression en direction des villes d'Orcha et de Moguilev. Les troupes présentes sur le front de Kalinine eurent, quant à elles, pour mission de prendre la ville de Vitebsk avant le 10 octobre.
Le 25 septembre, après une traversée en force de la partie septentrionale du Dniepr et au terme de combats rapprochés ayant duré toute la nuit, les troupes soviétiques libérèrent la ville de Smolensk. Le même jour, Roslavl, autre ville importante, fut reprise. En date du 30 septembre, les forces soviétiques, épuisées et décimées, étaient embourbées aux abords des villes de Vitebsk, Orcha et Moguilev, qui étaient encore aux mains de la Wehrmacht. L'opération de Smolensk se termina finalement le 2 octobre. Une suite d'attaques relativement limitée fut toutefois entreprise en vue de récupérer la ville de Nevel, qui fut libérée au terme de deux jours de combats rapprochés. Globalement, les troupes soviétiques avaient, au cours de la vingtaine de jours sur laquelle s'est déroulée cette troisième phase de l'offensive, avancé de 100 à 180 kilomètres selon les endroits.

## Conséquences et bilan des opérations
L'opération de Smolensk constitua une victoire décisive pour les Soviétiques et une défaite cuisante pour la Wehrmacht. Cette avancée de l'Armée rouge peut certes paraître modeste en comparaison des offensives qui devaient avoir lieu par la suite (elle ne permit de faire reculer les lignes ennemies que de 200 à 250 kilomètres), mais elle eut toutefois des conséquences importantes à divers égards.
Premièrement, les troupes allemandes furent définitivement repoussées des abords de Moscou. Cette menace stratégique, source des plus grandes inquiétudes de la Stavka depuis 1941, fut enfin écartée.
Deuxièmement, les anneaux défensifs allemands, sur lesquels les troupes de la Wehrmacht avaient prévu de s'appuyer, furent pour l'essentiel totalement débordés. Un certain nombre d'entre eux parvint à résister, mais il fut rapidement évident qu'ils ne tiendraient pas sur la durée. Dans un essai écrit après la guerre par divers officiers de la Wehrmacht, on trouve ce constat :

« Bien que les actions vigoureuses du commandement et des troupes aient permis aux Allemands de créer un front continu, a posteriori, il ne fait aucun doute que le mauvais état des troupes, l'absence totale de réserves et l'inévitable extension de lignes de front individuelles disparates, ont contribué à masquer le risque d'effondrement couru en cas d'attaque soviétique majeure sur ce front hétérogène, construit avec tant de difficulté. »

Troisièmement, l'opération de Smolensk constitua une opération de soutien importante pour la bataille du Dniepr, mobilisant entre 40 et 55 divisions allemandes aux abords de Smolensk et empêchant de ce fait leur relocalisation sur le front Sud.
Enfin, le front allemand, auparavant uni et compact, fut désormais séparé en deux par les immenses marais impraticables du Pripet, le groupe d'armées Sud (Heeresgruppe Süd) se retrouvant ainsi dissocié des divisions basées au nord : de ce fait, la Wehrmacht vit s'amoindrir considérablement ses possibilités de mouvements de troupes et d'approvisionnement entre ces deux secteurs du front.
Pour la première fois, les troupes soviétiques pénétrèrent dans des territoires depuis longtemps occupés par les Allemands, et ils y découvrirent les crimes de guerre commis par les SS, les Einsatzgruppen et les troupes de la Wehrmacht. Dans les zones libérées au cours de l'opération de Smolensk (qui étaient occupées depuis presque deux ans), la quasi-totalité de l'industrie et de l'agriculture avait été dévastée. Dans l'oblast de Smolensk lui-même, 80 % de l'espace urbain et 50 % de l'espace rural habité avaient été détruits, ainsi que de nombreuses usines et manufactures.
Après l'offensive de Smolensk, la partie centrale du Front germano-soviétique se stabilisa durant de nombreux mois, jusqu'à fin juin 1944, les principales zones de combat se déplaçant vers le sud dans la région du Dniepr et pour la conquête des territoires de l'Ukraine. Ce n'est qu'au cours du mois de janvier 1944, que le front se ranima à nouveau vers le nord, lorsque les forces allemandes furent repoussées de Leningrad, au terme d'un siège qui avait duré 900 jours. Enfin, l'opération Bagration, menée au cours de l'été 1944, permit à l'Armée rouge de nettoyer de toute présence militaire allemande la quasi-totalité des territoires soviétiques encore occupés, ce qui mit un terme à l'occupation allemande en URSS, la guerre se poursuivant ensuite en Pologne et en Allemagne.